# Tapis de Na'in
 (juillet 2016).
Le tapis de Na'in est un type de tapis persan.
Le tapis de Na'in doit son existence au déclin du tissage. L'importation des tissus occidentaux ayant contrarié la vente des étoffes, les tisseurs de Na'in, réputés pour la qualité des filés de leurs tissus, se mirent à fabriquer des tapis qui devinrent excellents en quelques années.

## Description
Le décor du Na'in ressemble beaucoup à celui du tapis d'Esfahan. Le champ y est aussi décoré d'entrelacs serrés de branches fleuries, mais le médaillon central est plus rare. De nombreux tapis présentent des motifs végétaux et animaliers. La bordure est composée d'une bande centrale et de deux bandes secondaires, qui peuvent aussi être encadrées de deux bandes étroites.
Les couleurs sont caractéristiques : beige, ivoire et blanc, utilisé sur un fond soit vert clair, soit bleu.
Les tapis Na'ïn sont souvent accompagnés d'une donnée complémentaire : le La.